# Marktal und Morast

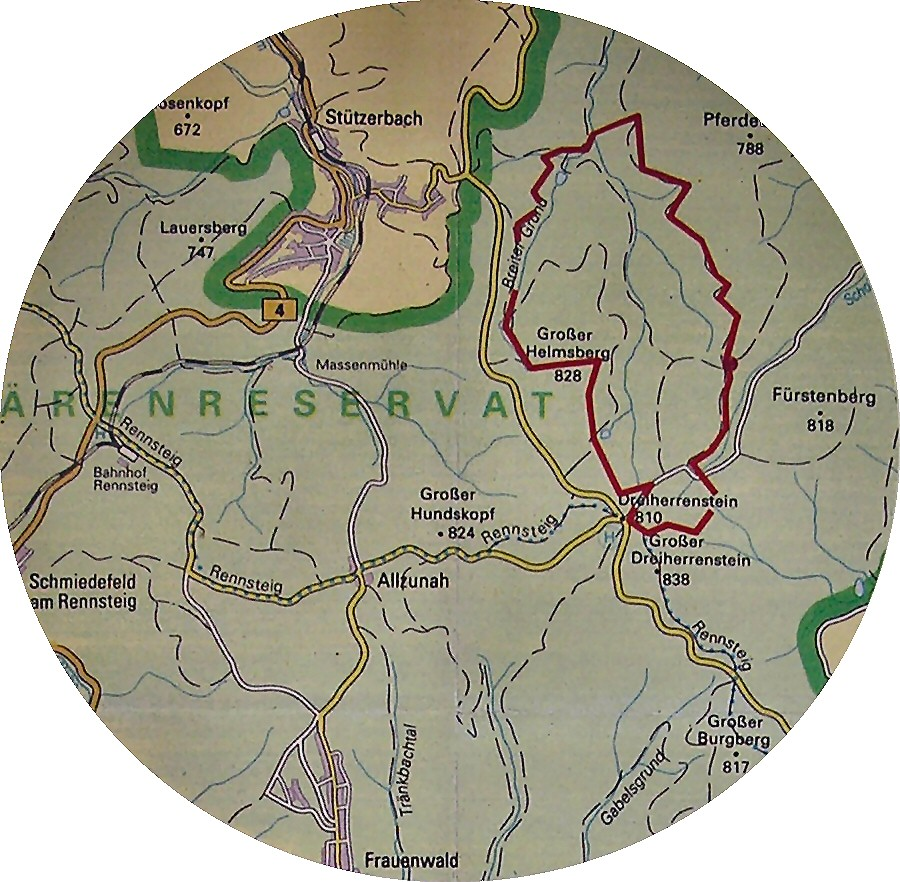
Karte des Biosphärenreservat Vessertal – Naturschutzgebiet Marktal & Morast

Das Naturschutzgebiet Marktal und Morast befindet sich im UNESCO-Biosphärenreservat Vessertal im Thüringer Wald. Es verfügt über eine Gesamtfläche von 426,8 ha und verteilt sich in der Zone I (Kernzone) mit 148,7 ha und der Zone II (Pflegezone) mit 280,3 ha. Es hat die Register-Nummer 115 in der Liste der Thüringer Naturschutzgebiete im Ilm-Kreis. Außerdem ist es dem FFH-Gebiet der Nummer 72 zugeordnet.

## Lage/Bedeutung
Das Gebiet ist derzeit das größte Naturschutzgebiet des Ilm-Kreises mit einer sehr komplexen Ausstattung. Es umfasst die Standortabfolge der Hochlagen des Rennsteiggebietes am Dreiherrnstein in der Flur Neustadt am Rennsteig mit dem waldbedeckten Hochmoor des „Morast“ über den gesamten Talraum des Schorte-Marktales von 575 bis 821 m ü. NN einschließlich mehrerer Nebentäler und markanter Bergrücken, Felsbildungen, Schluchten, Teiche, Wasserfall und Bergwiesen. Teile des Hochmoores sowie der Talkerbe des oberen Marktales bilden mit 114,00 ha eines der größten Totalreservate Thüringens. Die 1990 auf 420,35 ha erweiterte Schutzgebietsfläche stellt gleichzeitig das zweitgrößte Naturschutzgebiet innerhalb des Biosphärenreservates Vessertal – Thüringer Wald dar. Das schwer erschließbare, steilwandige Marktal konnte großflächig naturnahe, montane Buchenmischwälder vor dem Zugriff frühindustrieller Holznutzungen bewahren. Auf den Hochflächen und Verebnungen finden sich weitgehend Fichtenforsten, die im Zuge enormen Holzbedarfes in den letzten 200 Jahren entstanden. Im Bereich des Morastes sowie auf Felsköpfen wie dem Hohen Hundsrück konnten sich kleinflächig auch autochthone Fichtenvorkommen erhalten. Das überwiegend waldbestande Hochmoor hat sich über kambrischen Schiefern und Quarziten entwickelt, die hier wasserundurchlässige, tonige Schichten gebildet haben. Die Moorausbildung mit holozänen Torfen erstreckt sich über 26 ha und erreicht eine Mächtigkeit von ca. 1 m. Die Entwässerung des Moorkörpers erfolgt im Wesentlichen in Richtung Schorte.
Das Naturschutzgebiet umfasst den Oberlauf der Schorte (Marktal), das Silbertal und den unteren Teil des Breiten Grundes. Oberhalb des Marktales, auf einer Verebnungsfläche, befindet sich der „Morast“, das Initialstadium eines etwa 1 m mächtigen waldbestandenen Hochmoores. In den engen Kerben des Mark- und Silbertales befinden sich zahlreiche Felsbildungen aus Felsitporphyr mit artenreicher Moos-, Flechten- und Farnflora.
- Größe des NSG: 442,61 ha,
- Höhenlage: 575 – 821 m ü. NN,
- Naturraum: Mittlerer Thüringer Wald,
- Gemarkung: Neustadt, Langewiesen und Stützerbach,
- Bedeutung: Bundesweit,
- Unterschutzstellung: 30. März 1961 - 1. Erweiterung 1986 und 2. Erweiterung am 12. September 1990,
- Schutzzweck: Erhaltung eines Komplexes montaner Buchen- und Fichtenwälder mit Hochmoorflächen,
- Jahresniederschlag: 1015 mm,
- Mittlere Jahrestemperatur: 6,4 °C.

## Flora bestimmende Arten
Montaner Hainsimsen-, Harzlabkraut- und Zahnwurz-Buchenwald sowie in den oberen Lagen Wollreitgras-, Rauschbeeren- und Peitschenmoosfichtenwald. Auf den Freiflächen finden sich Rundblättriger Sonnentau. Die Moosflora des Marktales ist sehr artenreich und reicht von Gewässerarten bis zu Felsspaltenbewohnern. Die besonderen Klimaverhältnisse der Kerbtäler der Nordabdachungen werden sichtbar durch das Vorkommen von solchen Arten wie Alpen-Milchlattich. Auf den von Porphyriten und Felsitporphyr geprägten Standorten finden sich im Wesentlichen Buchenwaldgesellschaften wie der Hainsimsen-Buchenwald. Auf kleinflächigen Standorten hat sich der Eschen-Bachwald eingestellt.

### Gesellschaften
- Eschen-Bachwald (Fageto-Fraxinetum),
- Wald-Hainsimsen-Buchenwald (Luzulo-Fagetum),
- Harzlabkraut-Buchenwald (Galio harcynici-Fagetum),
- Rauschbeeren-Fichtenwald (Vaccinio-uliginosi-Piceetum),
- Rohrglanzgras-Röhrichte (Stellario-Phalaridetum),
- Waldstorchschnabel-Goldhaferwiese (Geranio Trisetetum),
- Wollreitgras-Fichtenwald (Calamagrostio villosae-Piceetum),
- Zahnwurz-Buchenwald (Dentario-Fagetum).
- Peitschenmoos-Fichtenwald (Bazzanio-Piceetum)
- Braunseggensumpf (Caricetum fuscae),

### Einzelarten
Besondere Arten der Hochstauden- und Quellfluren sowie der Torfmoosgesellschaften sind:
- Alpen-Milchlattich (Cicerbita alpina),
- Fuchs’sches Knabenkraut (Dactylorhiza fuchsii),
- Geflecktes Knabenkraut (Dactylorhiza maculata),
- Gewöhnliche Moosbeere (Oxycoccus palustris),
- Grünstieliger Streifenfarn (Asplenium viride),
- Platanenblättriger Hahnenfuß (Ranunculus platanifolius),
- Rauhaariger Kälberkropf (Chaerophyllum hirsutum),
- Rundblättriger Sonnentau (Drosera rotundifolia),
- Schwarze Heckenkirsche (Lonicera nigra),
- Weiße Pestwurz (Petasites albus),

Baumarten im Hauptbestand:
- Europäische Fichte (Picea abies),
- Rotbuche (Fagus sylvatica).

Moose:
- Mittlere Torfmoose (Sphagnum medii),
- Moose und Torfmoose (Mylia anomala und Sphagnum riparium),

### Moosvegetation
Im Naturschutzgebiet Marktal und Morast, das sich im mittleren Teil des Thüringer Waldes befindet, konnten 40 Moosgesellschaften nachgewiesen werden, die auf Silikatgestein, Mineralboden, der Borke lebender Bäume, morschem Holz und Rohhumus gedeihen. Für das Naturschutzgebiet sind die Moosverbände Grimmio-Hypnion, Isothecion myosuroidis, Diplophyllion albicantis, Dicranellion heteromallae, Nowellion curvifoliae, Tetraphidion pellucidae, Bryo-Brachythecion, Ctenidion mollusci und Racomitrion acicularis charakteristisch. Die synsystematische Stellung der Gesellschaften wird dargestellt, eine Liste mit 227 Arten vermittelt den aktuellen Moosbestand.

## Fauna
Neben der floristischen und vegetationskundlichen Vielfalt ist auch das faunistische Inventar bemerkenswert. Erste umfangreiche Daten zur Vogelwelt liegen aus dem Jahr 1981 durch die Fachgruppe Naturschutz/Ornithologie Ilmenau vor. Danach sind solche Brutvögel nachgewiesen wie:
- Eisvogel (Alcedo atthis),
- Gebirgsstelze (Motacilla cinerea),
- Habicht (Accipiter gentilis),
- Hohltaube (Columba oenas),
- Raufußkauz (Aegolius funereus),
- Sperber (Accipiter nisus),
- Sperlingskauz (Glaucidium passerinum),
- Tannenhäher (Nucifraga caryocatactes),
- Waldschnepfe (Scolopax rusticola),
- Weidenmeise (Parus montanus).

Für Amphibien spielt das Naturschutzgebiet ebenfalls eine bedeutende Rolle und kommen an verschiedenen Stellen vor:
- Bergmolch (Triturus alpestris),
- Fadenmolch (Triturus helveticus)
- Feuersalamander (Salamandra salamandra).

Bei den Säugetieren ist der Rothirsch als markanter Vertreter zu nennen, der in diesem Schutzgebiet mehrere Einstände und Brunftplätze besitzt. Von den Marderartigen sind Hermelin und Baummarder im Gebiet regelmäßig anzutreffen:
- Baummarder (Martes martes),
- Hermelin (Mustela ermina),
- Rothirsch (Cervus elaphus).

Untersuchungen bei den Wirbellosen erstrecken sich bisher im Wesentlichen auf moorbewohnende Arten (JESCHKE & PAULSON, 1998). Pflege und Bewirtschaftungsmaßnahmen im Naturschutzgebiet richten sich vor allem auf die Stabilisierung des Wasserhaushaltes im Morast durch Verbau der Entwässerungsgräben, auf die Mahd der Wiesen im Breiten Grund sowie auf die Erhöhung der Naturnähe der Fichtenforste durch Pflege und Voranbau von Buche, Bergahorn und Weißtanne.